# Liste des noms des langues officielles de l'Union européenne dans les différentes langues officielles
| ISO 639-1 | allemand       | anglais    | bulgare                  | danois                  | espagnol   | estonien  | finnois   | français    | grec        | hongrois | irlandais     | italien    |
| --------- | -------------- | ---------- | ------------------------ | ----------------------- | ---------- | --------- | --------- | ----------- | ----------- | -------- | ------------- | ---------- |
| de        | Deutsch        | German     | немски                   | tysk                    | alemán     | saksa     | saksa     | allemand    | Γερμανικά   | német    | Gearmáinis    | tedesco    |
| en        | Englisch       | English    | английски                | engelsk                 | inglés     | inglise   | englanti  | anglais     | Αγγλικά     | angol    | Béarla        | inglese    |
| bg        | Bulgarisch     | Bulgarian  | български                | bulgarsk                | búlgaro    | bulgaaria | bulgarian | bulgare     | Βουλγαρική  | bolgár   | Bulgáiris     | bulgara    |
| da        | Dänisch        | Danish     | датски                   | dansk                   | danés      | taani     | tanska    | danois      | Δανικά      | dán      | Danmhairgis   | danese     |
| es        | Spanisch       | Spanish    | испански                 | spansk                  | español    | hispaania | espanja   | espagnol    | Ισπανικά    | spanyol  | Spáinnis      | spagnolo   |
| et        | Estnisch       | Estonian   | естонски                 | estisk                  | estonio    | eesti     | viro      | estonien    | Εσθονικά    | észt     | Eastóinis     | estone     |
| fi        | Finnisch       | Finnish    | фински                   | finsk                   | finés      | soome     | suomi     | finnois     | Φινλανδικά  | finn     | Fionlannais   | finlandese |
| fr        | Französisch    | French     | френски                  | fransk                  | francés    | prantsuse | ranska    | français    | Γαλλικά     | francia  | Fraincis      | francese   |
| el        | Griechisch     | Greek      | гръцки                   | græsk                   | griego     | kreeka    | kreikka   | grec        | Ελληνικά    | görög    | Gréigis       | greco      |
| hu        | Ungarisch      | Hungarian  | унгарски                 | ungarsk                 | húngaro    | ungari    | unkari    | hongrois    | Ουγγρικά    | magyar   | Ungáiris      | ungherese  |
| ga        | Irisch         | Irish      | ирландски                | irsk                    | irlandés   | iiri      | iiri      | irlandais   | Ιρλανδικά   | ír       | Gaeilge       | irlandese  |
| it        | Italienisch    | Italian    | италиански               | italiensk               | italiano   | itaalia   | italia    | italien     | Ιταλικά     | olasz    | Iodáilis      | italiano   |
| lv        | Lettisch       | Latvian    | латвийски                | lettisk                 | letón      | läti      | latvia    | letton      | Λετονικά    | lett     | Laitvis       | lettone    |
| lt        | Litauisch      | Lithuanian | литовски                 | litauisk                | lituano    | leedu     | liettua   | lituanien   | Λιθουανικά  | litván   | Liotuáinis    | lituano    |
| mt        | Maltesisch     | Maltese    | малтийски                | maltesisk               | maltés     | malta     | malta     | maltais     | Μαλτεζικά   | máltai   | Máltais       | maltese    |
| nl        | Niederländisch | Dutch      | нидерландски / холандски | nederlandsk / hollandsk | neerlandés | hollandi  | hollanti  | néerlandais | Ολλανδικά   | holland  | Ollannais     | olandese   |
| pl        | Polnisch       | Polish     | полски                   | polsk                   | polaco     | poola     | puola     | polonais    | Πολωνικά    | lengyel  | Polainnis     | polacco    |
| pt        | Portugiesisch  | Portuguese | португалски              | portugisisk             | portugués  | portugali | portugali | portugais   | Πορτογαλικά | portugál | Portaingéilis | portoghese |
| ro        | Rumänische     | Romanian   | румънски                 | rumænsk                 | rumano     | rumeenia  | romanian  | roumain     | Ρουμανική   | román    | Rómáinis      | rumena     |
| sk        | Slowakisch     | Slovak     | словашки                 | slovakisk               | eslovaco   | slovaki   | slovakki  | slovaque    | Σλοβακικά   | szlovák  | Slóvaicis     | slovacco   |
| sl        | Slowenisch     | Slovene    | словенски                | slovensk                | esloveno   | sloveeni  | sloveeni  | slovène     | Σλοβενικά   | szlovén  | Slóivéinis    | sloveno    |
| sv        | Schwedisch     | Swedish    | шведски                  | svensk                  | sueco      | rootsi    | ruotsi    | suédois     | Σουηδικά    | svéd     | Sualainnis    | svedese    |
| cs        | Tschechisch    | Czech      | чешки                    | tjekkisk                | checo      | tšehhi    | tšekki    | tchèque     | Τσεχικά     | cseh     | Seicis        | ceco       |

| ISO 639-1 | letton        | lituanien | maltais   | néerlandais | polonais    | portugais   | roumain     | slovaque     | slovène       | suédois      | tchèque       |
| --------- | ------------- | --------- | --------- | ----------- | ----------- | ----------- | ----------- | ------------ | ------------- | ------------ | ------------- |
| de        | vācu          | vokiečių  | Ġermaniż  | Duits       | niemiecki   | alemão      | germană     | nemčina      | nemščina      | tyska        | němčina       |
| en        | angļu         | anglų     | Ingliż    | Engels      | angielski   | inglês      | engleză     | angličtina   | angleščina    | engelska     | angličtina    |
| bg        | bulgāru       | bulgarų   | Bulgaru   | Bulgaars    | bułgarski   | búlgara     | bulgară     | bulharčina   | bolgarščina   | bulgariska   | bulharština   |
| da        | dāņu          | danų      | Daniż     | Deens       | duński      | dinamarquês | daneză      | dánčina      | danščina      | danska       | dánština      |
| es        | spāņu         | ispanų    | Spanjol   | Spaans      | hiszpański  | espanhol    | spaniolă    | španielčina  | španščina     | spanska      | španělština   |
| et        | igauņu        | estų      | Estonjan  | Estisch     | estoński    | estónio     | estonă      | estónčina    | estonščina    | estniska     | estonština    |
| fi        | somu          | suomių    | Finlandiż | Fins        | fiński      | finlandês   | finlandeză  | fínčina      | finščina      | finska       | finština      |
| fr        | franču        | prancūzų  | Franċiż   | Frans       | francuski   | francês     | franceză    | francúzština | francoščina   | franska      | francouzština |
| el        | grieķu        | graikų    | Grieg     | Grieks      | grecki      | grego       | greacă      | gréčtina     | grščina       | grekiska     | řečtina       |
| hu        | ungāru        | vengrų    | Ungeriż   | Hongaars    | węgierski   | húngaro     | ungară      | maďarčina    | madžarščina   | ungerska     | maďarština    |
| ga        | īru           | airių     | Irlandiż  | Iers        | irlandzki   | irlandês    | irlandeză   | irščina      | irščina       | iriska       | irština       |
| it        | itāļu         | italų     | Taljan    | Italiaans   | włoski      | italiano    | italiană    | taliančina   | italijanščina | italienska   | italština     |
| lv        | latviešu      | latvių    | Latvjan   | Lets        | łotewski    | letão       | letonă      | lotyština    | latvijščina   | lettiska     | lotyština     |
| lt        | lietuviešu    | lietuvių  | Litwanjan | Litouws     | litewski    | lituano     | lituaniană  | litovčina    | litvanščina   | litauiska    | litevština    |
| mt        | maltiešu      | maltiečių | Malti     | Maltees     | maltański   | maltês      | malteză     | maltčina     | malteščina    | maltesiska   | maltština     |
| nl        | nīderlandiešu | olandų    | Olandiż   | Nederlands  | holenderski | holandês    | neerlandeză | holandčina   | nizozemščina  | nederländska | nizozemština  |
| pl        | poļu          | lenkų     | Pollakk   | Pools       | polski      | polaco      | poloneză    | poľština     | poljščina     | polska       | polština      |
| pt        | portugāļu     | portugalų | Portugiż  | Portugees   | portugalski | português   | portugheză  | portugalčina | portugalščina | portugisiska | portugalština |
| ro        | rumāņu        | rumunų    | Rumen     | Roemeens    | rumuński    | romena      | română      | rumunčina    | romunščina    | rumänska     | rumunština    |
| sk        | slovāku       | slovakų   | Slovakk   | Slowaaks    | słowacki    | eslovaco    | slovacă     | slovenčina   | slovaščina    | slovakiska   | slovenština   |
| sl        | slovēņu       | slovėnų   | Sloven    | Sloveens    | słoweński   | esloveno    | slovenă     | slovinčina   | slovenščina   | slovenska    | slovinština   |
| sv        | zviedru       | švedų     | Svediż    | Zweeds      | szwedzki    | sueco       | suedeză     | švédčina     | švedščina     | svenska      | švédština     |
| cs        | čehu          | čekų      | Ċek       | Tsjechisch  | czeski      | checo       | cehă        | čeština      | češčina       | tjeckiska    | čeština       |